# Maree stelară
Maree stelară (1983) (titlu original Startide Rising) este un roman science fiction de David Brin. Este a doua carte din cele șase care au acțiunea în stabilite în Universul Elitelor (precedat de Exploratorii Soarelui și urmat de Războiul elitelor). Romanul a câștigat premiile Hugo și Nebula pentru cel mai bun roman. Cartea a fost revizuită de către autor în 1993 pentru a corecta erorile și omisiunile din ediția originală.
O operă din perioada de început a cunoscutului scriitor, romanul a beneficiat de recenzii favorabile la data publicării și a rămas popular, servind ca punct de plecare pentru alte trei romane care se concentrază pe echipajul navei Streaker. El a obținut ambele premii mari ale SF-ului american, Hugo și Nebula, alăturându-se unui grup select din care mai fac parte romanele Dune, Neuromantul, Lumea Inelară și Jocul lui Ender.  În 1984 Maree stelară a câștigat și premiul Locus pentru cel mai bun roman SF.
Anumite părți din Maree stelară au fost publicate sub titlul "The Tides of Kithrup" în numărul din mai 1981 al revistei Analog. Exemplarele necorectate ale romanului care poartă acel titlu au devenit obiecte de colecție.

## Intriga
În anul 2489 C. E., nava spațială terestră Streaker - cu un echipaj de 150 de delfini elevați, șapte oameni și un cimpanzeu elevat - descoperă o flotă abandonată de 50.000 de nave spațiale de mărimea unor sateliți mici, într-un mic roi stelar. Navele par să aparțină unei rase numite Progenitor, legendara primă rasă care a elevat alte specii. Naveta căpitanului este trimisă să investigheze, dar este distrusă împreună cu una dintre navele abandonate - ucigând 10 membri ai echipajului. Streaker reușește să recupereze unele artefacte de pe navele abandonate și un cadavru extraterestru bine conservat. Echipajul de pe Streaker folosește transmisii psi pentru a informa Pământul despre descoperirea lor și pentru a trimite o hologramă a extraterestrului.
Streaker primește un mesaj codificat, care îi cere să se ascundă și să aștepte noi ordine. Imediat după aceea, este victima unui atac al unor specii extraterestre fanatice, care doresc coordonatele regiunii respective și vor să împiedice alte rase să obțină același lucru. Acțiunea romanului începe aproximativ la o lună după acea descoperire, când Streaker sosește pe planeta Kithrup cu scopul de a se ascunde și a efectua reparații. Aproape imediat sosesc și extratereștrii — punând capăt speranței lui Streaker că s-ar putea ascunde. Din fericire, luptele care încep între armatele extraterestre îi permit să-și ducă la capăt reparațiile.
O navă Thennanin este avariată în timpul luptelor și se prăbușește în oceanul în care se ascunde Streaker. Tsunamiul care rezultă în urma acestui accident afectează echipajul navei umane, iar câțiva neo-delfini se panicheaz și revin la starea lor instinctuală, anterioară ridicării biologice. Câteva persoane afectate de tsunami ajung în preajma unor indigeni pre-inteligenți, numiți Kiqui.
Pe Streaker, câțiva membrii ai echipajului pun la cale o revoltă, în timp ce ofițerii plănuiesc să recupereze fragmente ale epavei Thennanin. Streaker nu poate fi mutată deoarece există riscul de a fi detectată și din cauza reparațiilor continue, așa încât echipa de salvare folosește mijloace de transport acvatice pentru a ajunge la epavă. Deoarece carcasa acesteia este aproape neafectată, se pune la punct un plan de ascundere a lui Streaker în interiorul ei pentru a putea evada. În plus, este recuperată și biblioteca Thennanin, pe care oamenii o compară cu a lor, deoarece suspectează că bibliotecile umane au fost sabotate de unele specii patron, care au ascuns unele informații.
Echipajul rebel, condus de Takkata-Jim, sabotează unele echipamente, ceea ce duce la accidentarea căpitanului Creideiki. Înainte de a fi prins, Takkata-Jim fuge cu o navetă, dar o defecțiune a acesteia îl aruncă în mijlocul bătăliei pentru Kithrup cu armele în funcțiune și radioul defect. Fără să vrea, atrage după el cele două flote mari care au rămas pe orbită. În confuzia creată, Streaker aproape reușește să scape ascunsă în carcasa navei Thennanin, dar este prinsă în cele din urmă de o navă aparținând Fraților Nopții. În ultima clipă, este salvată de șase nave Thennanin, care o consideră una de-a lor. Streaker profită de ocazie și fuge către punctul de transfer, salvându-se.

### Cuprins
| - Prefață - Glosar și listă de personaje - Prolog - Partea I Flotabilitate - Partea a II-a Curenți - Partea a III-a Dezacord - Partea a IV-a Leviathan - Partea a V-a Explozie | - Partea a VI-a Împrăștiere - Partea a VII-a Lanțul trofic - Partea a VIII-a Calul Troian Marin - Partea a IX-a Decolarea - Partea a X-a Extaz - Epilog - Postfață |

## Personaje
| Neo-delfini - Akki - elev-ofițer - Brookida - metalurgist - Creideiki - căpitanul navei Streaker - Haoke - Heurkea - Keepiru - primul pilot al navei Streaker - K'tha-jon - subofițer - Makanee - chirurg - Moki - Sah'ot - lingvist - Takkata-Jim - secundul navei Streaker | Oameni - Gillian Baskin - doctoriță și agentă a Consiliului Terragenilor, produs al ingineriei genetice - Emerson D'Anite - inginer - Toshio Iwashika - elev-ofițer - Ignacio Metz - expert în elevație - Thomas Orley - agent al Consiliului Terragenilor, produs al ingineriei genetice - Dennie Sudman - exobiolog - Hannes Suessi - inginer Neo-cimpanzei - Charles Dart - planetolog |

## Opinii critice
„Maree stelară este o reușită extraordinară, un roman plin de idei fascinante”, declară scriitorul Poul Anderson, în timp ce SFF World îl consideră „un roman SF care spune o poveste în cel mai clasic stil al genului, aducând în lumninile reflectoarelor știința și destinul omenirii”. La rândul său, Locus o apreciază drept „o carte incitantă, ce cuprinde tot, de la acțiune care-ți taie respirația la clipe de liniștită inimitate, construite cu finețe”.
Worlds Without End este de părere că „prezentarea comportamentului delfinilor merită remarcată în mod special. Deși cartea proiectează deseori temerile omenești asupra delfinilor, reușește să identifice situații și moduri în care delfinii gândesc și acționează diferit.” De asemenea, remarcă faptul că „portretizarea relațiilor umane este mai interesantă și subtilă decât cea din Exploratorii Soarelui”, concluzionând că este o „aventură reușită, personaje interesante și o premisă bine exploatată”

## Adaptări
Romanul a stat la baza seriei Ecco the Dolphin, în cadrul căreia au apărut patru jocuri și o bandă desenată.